# NGC 3699
NGC 3699 (другие обозначения — PK 292+1.1, ESO 129-PN21, AM 1125-594) — планетарная туманность в созвездии Центавр. Замечательна своей необычной пятнистостью и темной расселиной рассекающей её пополам.
Этот объект входит в число перечисленных в оригинальной редакции «Нового общего каталога».